# 772
772 (DCCLXXII) fue un año bisiesto comenzado en miércoles del calendario juliano, en vigor en aquella fecha.

## Acontecimientos
- Adriano I sucede a Esteban III como papa.
- Guerras sajonas: Carlomagno lidera una expedición franca desde el Rin medio hacia territorio disputado perdido en 695. Comienza una campaña religiosa contra los sajones, se apodera de Eresburgo y destruye el Irminsul (árbol sagrado sajón) cerca de Paderborn. Carlomagno arrasa numerosos fuertes importantes de los sajones y los hace retroceder más allá del río Weser. Luego de negociar con varios nobles sajones y tomar rehenes, instala una serie de guarniciones.[1]
- El rey Desiderio de los lombardos, furioso por el repudio de Carlomagno a su hija Desiderata, proclama que los hijos de Gerberga son los herederos legales del trono franco. Ataca al papa Adriano I por rechazar la coronación e invade el Pentápolis. Desiderio marcha hacia Roma y el papa Adriano I pide ayuda militar a los francos.
- El rey Offa de Mercia intenta gobernar directamente el reino de Kent, posible deposición de su rival Egberto II de Kent (fecha aproximada).
- El califa Al-Mansur ordena a los cristianos y judíos de Jerusalén a marcarse sus manos con un símbolo distintivo.[2]

## Nacimientos
- Bai Juyi, oficial y poeta chino (m. 846).
- Carlos el Joven, hijo de Carlomagno (m. 811).
- Liu Yuxi, poeta y filósofo chino (m. 842).

## Fallecimientos
- 24 de enero - Esteban III, papa.
- 13 de mayo - Dōkyō, monje y político japonés (n. 700).
- Abu Hanífah, teólogo musulmán (n. 702).